# Ceas cu cuc

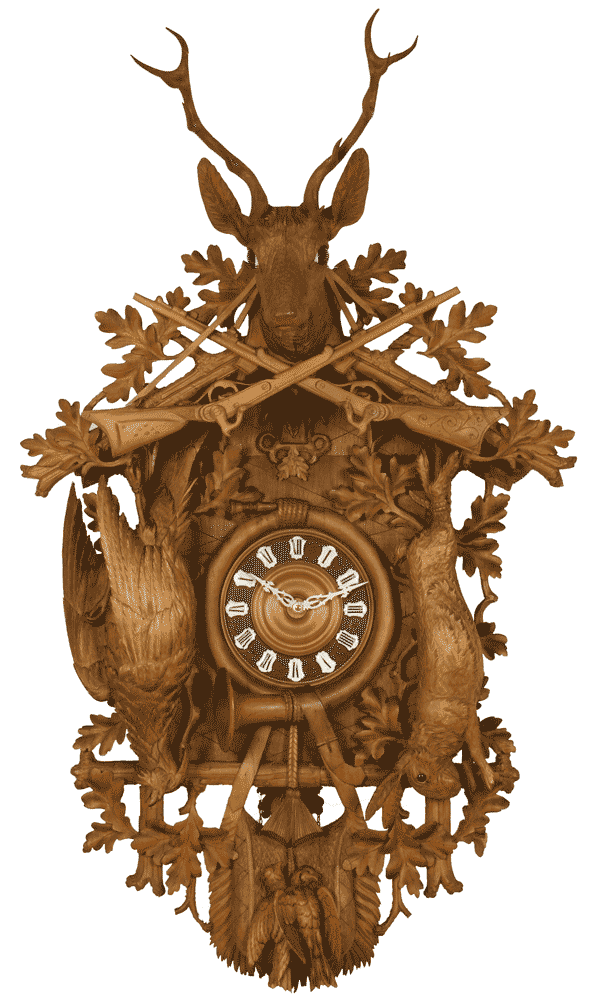
Ceas cu cuc, așa-numit Jagdstück, Pădurea Neagră, ca. 1900, Deutsches Uhrenmuseum, Inv. 2006-013

Un ceas cu cuc este un ceas cu pendulă care marchează timpul prin sunete care imită cântecul cucului și conține un cuc mecanic care se mișcă la fiecare notă. Unii își mișcă aripile și își deschid/închid ciocurile lor în timp ce se deplasează înainte, în timp ce în alte cazuri, doar corpul păsării se deplasează înainte. Mecanismul care imită cântecul cucului a fost în uz de la mijlocul secolului al XVIII-lea și a rămas aproape neschimbat până în prezent.
Nu se știe cine a inventat ceasul cu cuc și unde a fost fabricat pentru prima dată. Se crede totuși că fabricarea și dezvoltarea sa a avut loc inițial în zona Pădurea Neagră din sud-vestul Germaniei (landul Baden-Württemberg), regiunea în care ceasul cu cuc a fost popularizat. Ceasurile cu cuc au fost exportate în restul lumii de la mijlocul anilor 1850. Astăzi, ceasul cu cuc este unul dintre suvenirurile preferate ale călătorilor în Germania, Elveția și Austria. El a devenit un simbol cultural al Germaniei.

## Muzee
În Europa, muzee care conțin colecții de ceasuri cu cuc sunt Cuckooland Museum din Marea Britanie și Deutsches Uhrenmuseum și Dorf - und Uhrenmuseum Gütenbach din Germania. Una dintre cele mai mari colecții private din Statele Unite, care sunt deschise publicului, se află în Minneapolis. Aceasta conține mai mult de 300 de ceasuri cu cuc.